# Ercole Agnoletti
Ercole Agnoletti (Galeata, 11 de maio de 1920 — Firenze, 20 de novembro de 2007) foi um padre, historiador e bibliotecário italiano.

## Obras
- Madonna dei Lumi. Cenno storico su Pieve S. Stefano e il suo santuario, Forlì, tipografia Raffaelli, 1961
- La collegiata di Pieve S. Stefano (storia e cronaca della sua costruzione), Sansepolcro, tipografia Boncompagni, 1968
- Maddalena Rinaldi Serva di Dio, Sansepolcro, tipografia Boncompagni, 1969
- Memorie religiose inedite di Sansepolcro, Sansepolcro, tipografia Boncompagni,1970
- Spigolature di archivio, Sansepolcro, tipografia Boncompagni, 1971
- I Vescovi di Sansepolcro (note di archivio), I, Sansepolcro, Tipografia Boncompagni, 1972
- I Vescovi di Sansepolcro (note di archivio), II, Sansepolcro, Tipografia Boncompagni, 1973
- I Vescovi di Sansepolcro (note di archivio), III, Sansepolcro, Tipografia Boncompagni, 1974
- I Vescovi di Sansepolcro (note di archivio), IV, Sansepolcro, Tipografia Boncompagni, 1975
- com Bruno Giorni, Caprese Michelangelo, Cerbara (Città di Castello), tipografia A. C. Grafiche, 1975
- com Luciana Venturini e Alessandro Vestri, La Badia di Succastelli, Città di Castello, tipografia A. C. Grafiche, 1975
- La cattedrale di Sansepolcro illustrata, Sansepolcro, tipografia Boncompagni, 1976 (Città di Castello - Sansepolcro. Due città, due cattedrali, a cura di Giuseppe Amantini, Città di Castello, Tibergraph Editrice, 2001)
- Sansepolcro nel periodo degli abati (1012 - 1521), Città di Castello, tipografia A. C. Grafiche, 1976
- Il museo civico di Sansepolcro, Città di Castello, tipografia A. C. Grafiche, 1977
- La Madonna della Misericordia e il Battesimo di Cristo di Piero della Francesca, Città di Castello, tipografia A. C. Grafiche, 1977
- Viaggio per le valli altotiberine toscane, Città di Castello, tipografia A. C. Grafiche, 1979
- con Francesco Cestelli e Alessandro Melani, La Madonna dei Lumi di Pieve S. Stefano, Città di Castello, tipografia A. C. Grafiche,1979
- Rapporti tra il "nullius" di Sestino e i vescovi di Sansepolcro, in La pieve di Sestino, atti del convegno, Sestino, 18 agosto 1979, Rimini, Bruno Ghigi Editore, 1980 [ma 1981], pp. 135–144
- Piccole storie di Sansepolcro e altrove, I, Sansepolcro, tipografia Arti Grafiche, 1984 (parzialmente Città di Castello - Sansepolcro. Due città, due cattedrali, a cura di Giuseppe Amantini, Città di Castello, Tibergraph Editrice, 2001)
- Le memorie di Sansepolcro, Sansepolcro, tipografia Arti Grafiche, 1986
- Personaggi di Sansepolcro, tipografia Arti Grafiche, 1986
- 102 figure di preti, Sansepolcro, tipografia Arti Grafiche, 1987
- Piccole storie, II, Sansepolcro, tipografia Arti Grafiche, 1987
- L'eremo della Casella, Sansepolcro, tipografia Arti Grafiche, 1987
- 103 Santi su 573 altari, Sansepolcro, tipografia Arti Grafiche, 1988
- Il "nullius" di Sant'Ellero nel 1705, Sansepolcro, tipografia Arti Grafiche, 1989
- L'abbazia "nullius" di Bagno, Sansepolcro, tipografia Arti Grafiche, 1990 -
- Gialli, Sansepolcro, tipografia Arti Grafiche, 1990
- Il Volto Santo di Sansepolcro, Sansepolcro, tipografia Arti Grafiche, 1990
- Il sentiero del Poggio, Sansepolcro, tipografia Arti Grafiche, 1990
- La valle della luce, Sansepolcro, tipografia Arti Grafiche, 1991
- Le Cappuccine di Sansepolcro, Sansepolcro, tipografia Arti Grafiche, 1991
- Il Figlio dell'uomo, Sansepolcro, tipografia Arti Grafiche, 1991
- I Papi al Borgo, Sansepolcro, tipografia Arti Grafiche, 1992
- Renzo Villa, Dino Orsini, Ercole Agnoletti, Fausto Lanfranchi, Elio Ciacci, Aldo Amati, Luigi Tiberti, Cor meum vigilat. Ricordo di mons. Emilio Biancheri vescovo di Rimini, Rimini, Diocesi di Rimini, 1992
- Il B. Raniero da Borgo San Sepolcro, Sansepolcro, tipografia Arti Grafiche, 1994
- Viaggio per le valli bidentine, Rufina, tipografia Poggiali, 1997
- Il cantiere di Sant'Agostino a Sansepolcro. La vecchia pieve di Santa Maria cambia titolo, in «Pagine altotiberine», 3, 1997,  91-96
- Come un'avventura. Davanti allo specchio, Rufina, tipografia Poggiali, 1997
- Rufina e le sue frazioni Storia arte industria, Rufina, tipografia Poggiali, 1998
- L'ampliamento della Maestà di Caprese, in «Pagine altotiberine», 7, 1999, 139-142
- L'arruolamento a Sansepolcro nell'età della Restaurazione, in «Pagine altotiberine», 32, 2007, 121-126
- Materiali per la storia di Sansepolcro nella prima metà del XIX secolo, in «Pagine altotiberine», 31, 2007, 81-94